# Rise and Fall, Rage and Grace
Rise and Fall, Rage and Grace és el vuitè disc d'estudi de la banda californiana de punk rock The Offspring. Fou publicat l'11 de juny de 2008 per Columbia Records amb la producció de Bob Rock.

## Informació
Des de finals de 2004, la banda va començar a treballar en material nou però passats dos anys, no havien mostrat evidències de progrés malgrat que van anunciar la col·laboració de Bob Rock en la producció del nou àlbum. Durant aquesta època, a part de participar per primera vegada en la gira Vans Warped Tour, Sony Music va aprofitar per publicar la primera compilació de la banda, Greatest Hits, amb les millors cançons entre 1994 i 2005. La data prevista inicialment fou el 2007, però el procés de composició i enregistrament en tres estudis de gravació diferents es va allargar fins a l'abril de 2008. El bateria Atom Willard va abandonar la banda al juliol de 2007, de manera que el músic Josh Freese fou realment el bateria de la banda durant l'enregistrament de les cançons, com ja havia succeït per la gravació de Splinter. L'abandó de Willard es va produir per motius legals amb el segell Geffen Records, ja que tenia prohibit participar en les gravacions de l'àlbum, i va decidir continuar la seva carrera amb Angels & Airwaves. Pete Parada, exbateria de Face to Face, fou el substitut de Willard just abans d'iniciar la gira.
The Offspring va estrenar la cançó «Hammerhead» a l'estiu de 2007 en el Summersonic Festival, mesos abans que es conegués algun detall del nou àlbum. També fou interpretada en diversos festivals tot i que en alguns fou reemplaçada per «Half-Truism». Posteriorment van afegir
«You're Gonna Go Far, Kid» en la llista de cançons interpretades en els concerts. A l'hivern es van prendre uns mesos de descans que van aprofitar per enllestir el nou treball.
El títol de l'àlbum deriva de dues cançons: «Rise and Fall» i «Fix You», que inclou la línia "Rage and Grace". Fou el primer treball en gairebé cinc anys des del llançament de Splinter (2003), i també, el primer des de Ignition (1992) que no contenia cap tall d'introducció o cançó de menys de dos minuts.
L'àlbum va debutar en la desena posició de la llista estatunidenca d'àlbums, millorant els resultats del seu treball predecessor però, paradoxalment, inicialment amb vendes inferiors a tots els seus anteriors treballs. Posteriorment va superar el mig milió de còpies als Estats Units i rebé la distinció de disc d'or.

## Llista de cançons

### CD
Totes les cançons foren escrites i compostes per Dexter Holland, excepte les indicades. 
| Núm.          | Títol                           | Durada |
| ------------- | ------------------------------- | ------ |
| 1.            | «Half-Truism»                   | 3:25   |
| 2.            | «Trust in You»                  | 3:09   |
| 3.            | «You're Gonna Go Far, Kid»      | 2:57   |
| 4.            | «Hammerhead»                    | 4:38   |
| 5.            | «A Lot Like Me»                 | 4:28   |
| 6.            | «Takes Me Nowhere»              | 2:59   |
| 7.            | «Kristy, Are You Doing Okay?»   | 3:42   |
| 8.            | «Nothingtown»                   | 3:29   |
| 9.            | «Stuff Is Messed Up»            | 3:32   |
| 10.           | «Fix You»                       | 4:18   |
| 11.           | «Let's Hear It for Rock Bottom» | 4:04   |
| 12.           | «Rise and Fall»                 | 2:59   |
| Durada total: | Durada total:                   | 43:40  |

| 13.           | «O.C. Life» (D.I. cover) | Rikk Agnew    | 2:53  |
| Durada total: | Durada total:            | Durada total: | 46:35 |

### LP
| 1. | «Half-Truism»                 | 3:26 |
| 2. | «Trust in You»                | 3:09 |
| 3. | «You're Gonna Go Far, Kid»    | 2:58 |
| 4. | «Hammerhead»                  | 4:38 |
| 5. | «Kristy, Are You Doing Okay?» | 3:42 |
| 6. | «Takes Me Nowhere»            | 2:59 |

| 1. | «A Lot Like Me»                 | 4:28 |
| 2. | «Nothingtown»                   | 3:29 |
| 3. | «Stuff Is Messed Up»            | 3:32 |
| 4. | «Fix You»                       | 4:19 |
| 5. | «Let's Hear It for Rock Bottom» | 4:05 |
| 6. | «Rise and Fall»                 | 2:59 |

## Posicions en llista
| Llista       | Posició | Certificació | Vendes  |
| ------------ | ------- | ------------ | ------- |
| Alemanya     | 13      |              |         |
| Austràlia    | 3       | 1x Or        | 35.000  |
| Canadà       | 4       | 1x Platí     | 80.000  |
| Estats Units | 10      | 1x Or        | 500.000 |
| Japó         | 3       | 1x Or        | 100.000 |
| Espanya      | 43      |              |         |
| Regne Unit   | 39      |              |         |

## Personal

### The Offspring
- Dexter Holland – cantant, guitarra rítmica, piano
- Noodles – guitarra principal, veus addicionals
- Greg K. – baix, veus addicionals

### Personal addicional
- Josh Freese – bateria
- Chris "X-13" Higgins – veus addicionals
- Bob Rock – productor, teclats, paino